# يوهانس كونراد شاور
يوهانس كونراد شاور (1813-1848) (بالإنجليزية: Johannes Conrad Schauer)‏ هو عالم نبات ألماني.
الجنس النباتي الشاورية (الاسم العلمي:Schaueria) (سماها يسطس كارل هاسكارل) من الفصيلة الشفوية سمي على اسمه.